# الکساندر کولونا-والوسکی
الکساندر فلوریان جوزف، کنت کولونا-والوسکی تلفظ فرانسوی: [alɛksɑ̃dʁ kɔlɔna valɛvski](۲۷ سپتامبر ۱۸۶۸ - ۴ مه ۱۸۱۰) سیاستمدار و دیپلمات لهستانی فرانسوی و فرزند غیررسمی امپراتور فرانسه ناپلئون اول بود.
کولونا-والوسکی وزیر امور خارجه فرانسه در زمان حکمرانی ناپلئون سوم، پسرعمویش بود. تلاش‌های دیپلماتیک کولونا-والوسکی در ریاست کنگره پاریس، منجر به ایجاد صلح در جنگ کریمه و پایه‌ریزی حقوق دریاها به شیوه امروزی و بین‌المللی با انتشار «اعلامیه پاریس در رابطه با قوانین دریایی» شد.